# Luciano Re Cecconi

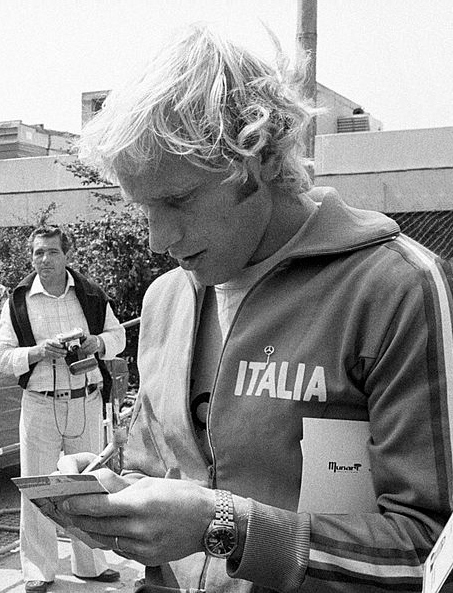
Luciano Re Cecconi in 1974

Luciano Re Cecconi (Nerviano, 1 december 1948 – Rome, 18 januari 1977) was een Italiaans voetballer. Hij werd landskampioen met Lazio Roma en kwam twee keer uit voor het Italiaans voetbalelftal. Zijn bijnaam was l’Angelo Biondo (de blonde engel).

## Loopbaan
Re Cecconi maakte op 14 april 1968 zijn debuut in het betaald voetbal voor Pro Patria Calcio in de Italiaanse Serie C. In 1969 maakte hij de overstap naar US Foggia dat in 1970 promoveerde van de Serie B naar de Serie A. Een jaar later degradeerde de club weer en in 1972 werd Re Cecconi ingelijfd door Lazio Roma, dat net was gepromoveerd naar de Serie A. Onder leiding van trainer Tommaso Maestrelli, met wie Re Cecconi ook bij Foggia reeds te maken had gehad, deed Lazio direct mee in de top van de hoogste Italiaanse divisie. In 1974 werd het team landskampioen. Re Cecconi maakte deel uit van de selectie van het Italiaans elftal tijdens het wereldkampioenschap voetbal 1974. Later dat jaar speelde hij zijn enige twee interlands voor het nationale team.
Ook de seizoenen daarop behoorde Re Cecconi tot de vaste basis van Lazio. In seizoen 1976/77 kwam hij weinig tot spelen vanwege een knieblessure. Re Cecconi werd in januari 1977 neergeschoten door een juwelier, toen hij samen met ploegmakker Pietro Ghedin en een andere kennis bij het betreden van de juwelierszaak zich voor de grap als overvaller had voorgedaan. De juwelier herkende Re Cecconi niet en schoot de voetballer met een revolver in de borststreek. Re Cecconi overleed later die dag tijdens een spoedoperatie in het ziekenhuis. Hij werd begraven in zijn geboortedorp Nerviano. De juwelier werd gearresteerd, maar uiteindelijk vrijgesproken omdat hij zou hebben gehandeld uit zelfverdediging.